# Andreas Skovgaard
Andreas Skovgaard Larsen (Hagendrup, 27 maart 1997) is een Deens voetballer die doorgaans speelt als centrale verdediger. In augustus 2023 verruilde hij Stabæk voor Cracovia Kraków.

## Clubcarrière
Skovgaard speelde in de jeugdopleiding van FC Nordsjælland en maakte bij die club ook zijn professionele debuut. Op bezoek bij Viborg FF zette Emre Mor Nordsjælland na tien minuten op voorsprong. Skovgaard mocht van coach Kasper Hjulmand vijf minuten voor tijd invallen voor Tobias Mikkelsen. Na zijn invalbeurt zag hij het nog 1–1 worden, door een benutte strafschop van Sebastian Andersen. Gedurende drie jaar speelde de verdediger vierentachtig officiële wedstrijden in het eerste elftal van Nordsjælland.
In januari 2019 verkaste Skovgaard naar sc Heerenveen, waar hij zijn handtekening zette onder een verbintenis voor de duur van drieënhalf jaar. In een jaar tijd maakte Skovgaard geen officiële optredens voor Heerenveen, waarna hij tot het einde van het kalenderjaar 2020 verhuurd werd aan Örebro SK. Op 1 februari 2021 werd zijn contract bij Heerenveen ontbonden. Hij had in zesendertig competitiewedstrijden als ongebruikte wisselspeler op de reservebank gezeten.
Een jaar na zijn definitieve komst naar Örebro vertrok Skovgaard, toen hij voor drie jaar tekende bij SK Brann. Een jaar later maakte hij promotie naar de Eliteserien, toen Stabæk hem overnam. Opnieuw speelde hij maar een half seizoen voor een club, want in augustus 2023 nam Cracovia Kraków de verdediger over.

## Clubstatistieken
| Seizoen | Club            | Competitie  | Competitie | Competitie | Beker | Beker | Internationaal | Internationaal | Totaal | Totaal |
| Seizoen | Club            | Competitie  | Wed.       | Dlp.       | Wed.  | Dlp.  | Wed.           | Dlp.           | Wed.   | Dlp.   |
| ------- | --------------- | ----------- | ---------- | ---------- | ----- | ----- | -------------- | -------------- | ------ | ------ |
| 2015/16 | FC Nordsjælland | Superligaen | 15         | 0          | 0     | 0     | —              | —              | 15     | 0      |
| 2016/17 | FC Nordsjælland | Superligaen | 24         | 0          | 0     | 0     | —              | —              | 24     | 0      |
| 2017/18 | FC Nordsjælland | Superligaen | 23         | 0          | 1     | 0     | —              | —              | 24     | 0      |
| 2018/19 | FC Nordsjælland | Superligaen | 15         | 0          | 1     | 0     | 5              | 0              | 21     | 0      |
| 2018/19 | sc Heerenveen   | Eredivisie  | 0          | 0          | 0     | 0     | —              | —              | 0      | 0      |
| 2019/20 | sc Heerenveen   | Eredivisie  | 0          | 0          | 0     | 0     | —              | —              | 0      | 0      |
| 2020    | → Örebro SK     | Allsvenskan | 26         | 1          | 4     | 0     | —              | —              | 30     | 1      |
| 2021    | Örebro SK       | Allsvenskan | 23         | 0          | 2     | 0     | —              | —              | 25     | 0      |
| 2022    | SK Brann        | 1. divisjon | 22         | 1          | 2     | 0     | —              | —              | 24     | 1      |
| 2023    | Stabæk          | Eliteserien | 17         | 0          | 3     | 0     | —              | —              | 20     | 0      |
| 2023/24 | Cracovia Kraków | Ekstraklasa | 24         | 0          | 2     | 0     | —              | —              | 26     | 0      |
| 2024/25 | Cracovia Kraków | Ekstraklasa | 5          | 0          | 1     | 0     | —              | —              | 6      | 0      |
| Totaal  | Totaal          | Totaal      | 194        | 2          | 16    | 0     | 5              | 0              | 215    | 2      |

Bijgewerkt op 19 maart 2025.